# Anastasia Nichita
Anastasia Nichita, född 19 februari 1999, är en moldavisk brottare som tävlar i fristil.

## Karriär
Vid olympiska sommarspelen 2024 i Paris tog Nichita silver i 57 kg-klassen efter en finalförlust mot japanska Tsugumi Sakurai.